# Викерс, Стэнли
Стэнли Фрэнк «Стэн» Викерс (англ. Stanley Frank "Stan" Vickers; 18 июня 1932, Луишем, Большой Лондон, Великобритания — 17 апреля 2013, Сифорд, Восточный Суссекс, Великобритания) — британский легкоатлет, бронзовый призёр летних Олимпийских игр в Риме (1960) в спортивной ходьбе.
На Олимпийских играх в Мельбурне (1956) на дистанции 20 км был пятым, установив национальный рекорд 1:32:34. На чемпионате Европы в Стокгольме (1958), опередив олимпийского чемпиона Мельбурна Леонида Спирина, выиграл «золото» с результатом 1:33:09. На Олимпийских играх в Риме (1960) стал бронзовым призёром (1:34:56).
Был пятикратным чемпионом Великобритании. В 1957 и 1958 гг. выигрывал заходы на 2 и 7 миль, в 1960 г. побил рекорд на дистанции 2 мили, установленный в 1904 г. Джорджем Лэрнером.
По завершении спортивной карьеры работал на Лондонской фондовой бирже.